# Belle Poule (1765)
Pour les autres navires du même nom, voir Belle Poule.
La Belle Poule est un navire de guerre français en service de 1765 à 1780. C'est une frégate de 12 (c'est-à-dire avec des canons de 12 livres), de la classe Dédaigneuse. Elle porte 26 canons. Elle est la première à avoir porté le nom de Belle Poule.

## Construction
La frégate Belle Poule est construite entre mars 1765 et début 1767 à Bordeaux, d'après les plans de l'ingénieur Léon Guignace. La coque est longue de 43 mètres, déplaçant 650 tonneaux. Le seul coût des décorations, dues à Martial Cessy, sculpteur réputé pour le buffet d'orgue de la Basilique Saint-Michel de Bordeaux, s'élève à 850 livres.

## Carrière

### Campagnes en Amérique et aux Indes
En 1768, elle fait deux croisières aux Antilles.
En 1772, la Belle Poule est désignée pour une campagne hydrographique dans l'océan Indien sous le commandement du chevalier de Grenier (un des officiers du bord est le comte de La Pérouse). Le but est de trouver la route la plus courte possible entre les Mascareignes et les comptoirs français des Indes.
Pour améliorer sa vitesse avant de l'envoyer dans les mers chaudes, elle est le premier navire de guerre français à être doublé en cuivre, en 1772. Elle rentre à Brest le 12 décembre 1776.

### Préludes de la guerre d'indépendance des États-Unis
Juste avant le déclenchement officiel de la guerre d'indépendance des États-Unis, les tensions sont vives entre la Royal Navy britannique et la Marine royale française.
Le 27 avril 1777, un vaisseau anglais prend en chasse la Belle Poule au large de Groix, comme si elle était un corsaire américain camouflé sous pavillon français. La frégate s'enfuit jusqu'à Brest.
En décembre 1777, elle est désignée pour ramener aux États-Unis Silas Deane, envoyé par Benjamin Franklin, avec le Traité d'alliance franco-américain et le Traité d'Amitié et de Commerce franco-américain[réf. souhaitée]. Mais la frégate est interceptée par les vaisseaux britanniques HMS Hector et Courageux (deux vaisseaux de 74 canons) qui demandent à visiter la frégate, la croyant américaine. Le capitaine français, Charles de Bernard de Marigny, répond :

« Je suis la Belle Poule, frégate du Roi de France ; je viens de la mer et je vais à la mer. Les bâtiments du Roi, mon maître, ne se laissent jamais visiter. »

Les Britanniques s'excusent et libèrent la frégate sans la fouiller.
En 1778, elle reconduit Benjamin Franklin en Amérique.

### Combat de laBelle Pouleet de l’Arethusa
A son retour d'Amérique et sous le commandement de Jean-Isaac Chadeau de la Clochèterie, elle affronte le 17 juin 1778 au soir, pendant quatre heures, entre Plouescat et le cap Lizard, la frégate britannique HMS Arethusa (de 32 canons). Les officiers présents à bord aux côtés de Jean-Isaac Chadeau de la Clocheterie sont Louis-Charles-Amable Gréen de Saint-Marceau, lieutenant de vaisseau, Pierre Bouvet de Maisonneuve, officier auxiliaire, François-Yves de la Roche Kerandraon et Gabriel de Capellis, enseignes, messieurs de Bastrat et de la Galernerie, Gardes Marines, ainsi que messieurs Damard, Séhire et Rouillard, officiers auxiliaires. La frégate la Licorne et le lougre le Coureur doivent amener leur pavillon. Le commandant en second Gréen de Saint-Marceau est tué. Il y a 30 morts et une centaine de blessés côté français, mais l’Arethusa perd un mât et doit s'échapper sous la protection de la flotte britannique. A Brest, où la frégate doit radouber à la suite de ce premier engagement de la guerre d'Amérique, l’accueil est enthousiaste. C'est en effet la première victoire française sur mer depuis 1756.
Ce combat est le casus belli du roi Louis XVI de France pour déclarer la guerre à son cousin le roi George III du Royaume-Uni. Cet affrontement est aussi connu pour avoir déclenché une vague patriotique et belliciste à Versailles et Paris, marqué par la décoration de la Clochèterie par le Roi et par la mode des coiffures à la Belle Poule (représentant la frégate, voiles et cordages en cheveux laqués compris).

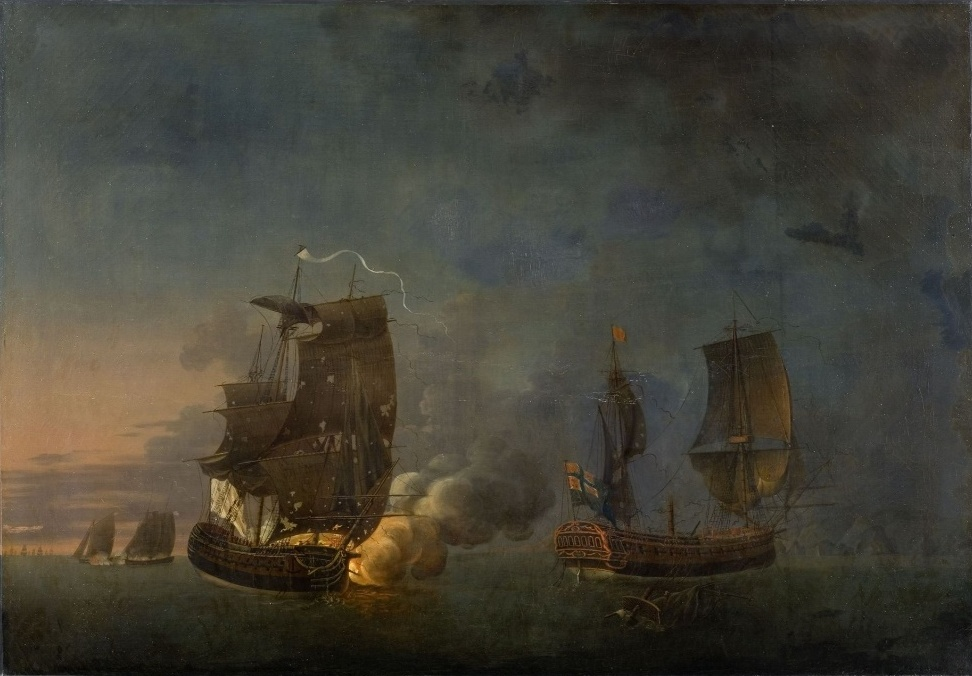
Combat de la Belle Poule et de l’Arethusa.
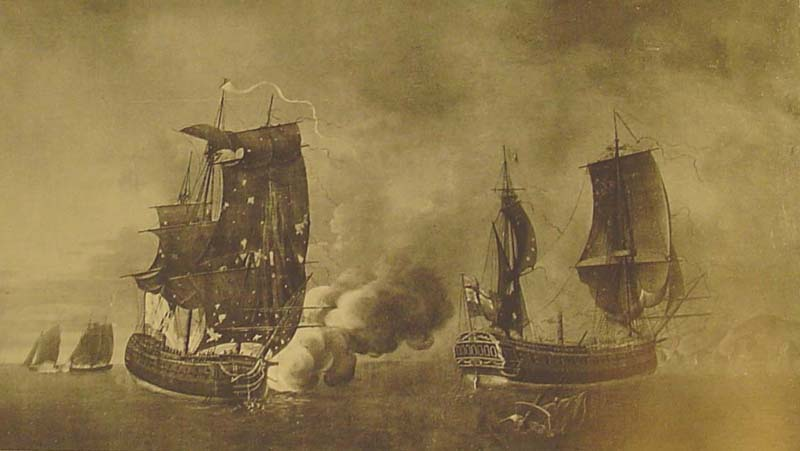
Combat entre la Belle Poule et le HMS Arethusa.
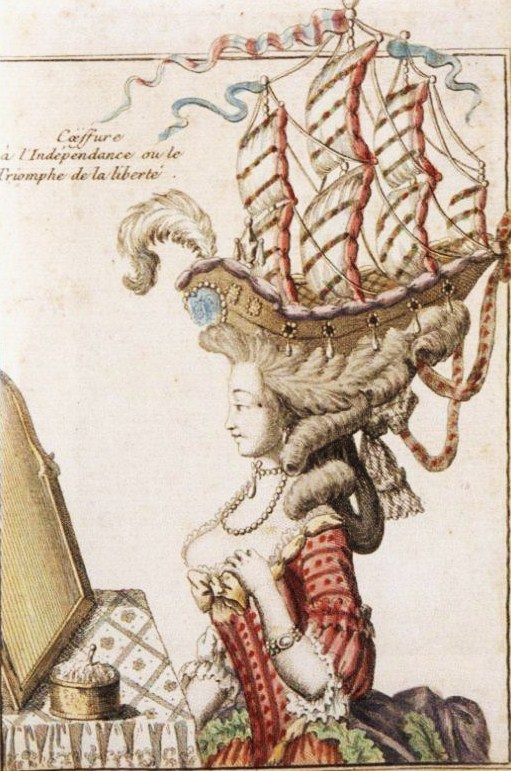
Coiffure à la Belle Poule, création du coiffeur Léonard.
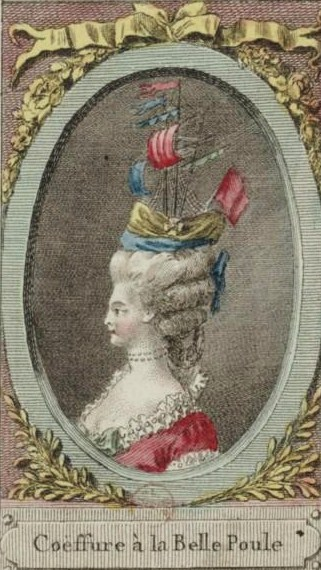
Coiffure de style Pouf à la Belle Poule.

## Service dans laRoyal Navy

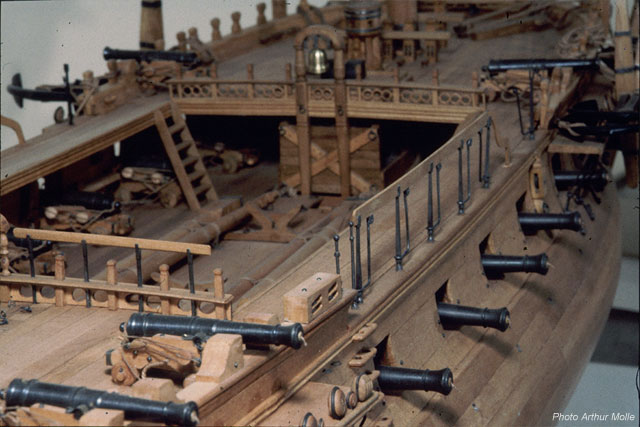
Modèle réduit, par Arthur Molle.

Le 15 juillet 1780, le HMS Nonsuch (de 64 canons) la prend en chasse au large de l'île d'Yeu ; le capitaine français, le chevalier Raymond-Marie Kergariou de Coatlès, est tué et la frégate se rend. 
La Belle Poule est intégrée à la Royal Navy en février 1781, tout en conservant son nom d'origine. Le 17 avril, en compagnie du Berwick, elle capture le bâtiment corsaire français Calonne, commandé par Luke Ryan. Le Calonne n'était sorti des chantiers navals que depuis deux ans, était un bon marcheur et était équipé pour un voyage de trois mois et un équipage de 200 hommes. Il était armé de 22 canons de 9 livres, six canons de 4 livres et six carronades de 12 livres. 
Le 5 août, commandée par Philip Patton, elle participe à la bataille du Dogger Bank contre une flotte hollandaise commandée par le contre-amiral Johan Zoutman.
Désarmée en 1798, elle est démolie à Chatham en 1808.

### Sources et bibliographie
- Étienne Taillemite, Dictionnaire des marins français, Paris, Tallandier, coll. « Dictionnaires », octobre 2002, 537 p. [détail de l’édition] (ISBN 978-2847340082)
- Amiral Wietzel & P.-J. Charliat, Aventures et combats des trois Belle Poule, avant-propos du duc de Broglie, Paris : Éditions maritimes et coloniales, 1954, 213 pages & 3 gravures sur bois
- Michel Vergé-Franceschi (dir.), Dictionnaire d'Histoire maritime, Paris, éditions Robert Laffont, coll. « Bouquins », 2002, 1508 p. (ISBN 2-221-08751-8 et 2-221-09744-0)
- Jean Meyer et Martine Acerra, Histoire de la marine française : des origines à nos jours, Rennes, Ouest-France, 1994, 427 p. [détail de l’édition] (ISBN 2-7373-1129-2, BNF 35734655)
- Rémi Monaque, Une histoire de la marine de guerre française, Paris, éditions Perrin, 2016, 526 p. (ISBN 978-2-262-03715-4)
- Jean-Michel Roche (dir.), Dictionnaire des bâtiments de la flotte de guerre française de Colbert à nos jours, t. 1, de 1671 à 1870, éditions LTP, 2005, 530 p. (ISBN 2-9525917-0-9, lire en ligne)